# Delaware (Ohio)
Delaware é uma cidade localizada no estado norte-americano de Ohio, no Condado de Delaware.

## Demografia
Segundo o censo norte-americano de 2000, a sua população era de 25.243. habitantes
Em 2006, foi estimada uma população de 32.100, um aumento de 6857 (27.2%).

## Geografia
De acordo com o United States Census Bureau tem uma área de
39,1 km², dos quais 38,8 km² cobertos por terra e 0,3 km² cobertos por água. Delaware localiza-se a aproximadamente 255 acima do nível do mar.

## Localidades na vizinhança
O diagrama seguinte representa as localidades num raio de 20 km ao redor de Delaware.

## Personalidades
- Frank Sherwood Rowland (1927-2012), prémio Nobel da Química de 1995
- Rutherford B Hayes (19º Presidente dos Estados Unidos da América 1877-1881)